# Who Am I?
Who Am I? is een Hongkongse film, geregisseerd door Jackie Chan. De hoofdrol werd ook gespeeld door Chan. De film ging in 1998 in première. Een deel van de film is opgenomen in de Nederlandse stad Rotterdam. Hiervoor lag een gedeelte van de stad stil ten tijde van de opnamen. Er zijn opnames gemaakt op de Coolsingel, de Koopgoot, de omgeving van Blaak, de spiraalvormige oprit van de parkeergarage van winkelcentrum Alexandrium en in, rond en op het toenmalige NedLloyd-kantoor Willemswerf. Verder is het ook opgenomen bij de Amercentrale in Geertruidenberg, op de Voorstraat in Dordrecht alsook in de Vleeshouwersstraat te Dordrecht en voor het voormalige Refaja ziekenhuis bij de fonteinen van Hans Petri.
De film werd genomineerd voor vijf Hong Kong Film Awards, namelijk die voor beste acteur (Jackie Chan), beste actiechoreografie (Jackie Chan), beste filmmontage (Peter Cheung, Chi Wai Yau), beste film (Barbie Tung, uitvoerend producent) en die voor beste geluidsmontage. De film won uiteindelijk de prijs voor beste choreografie.

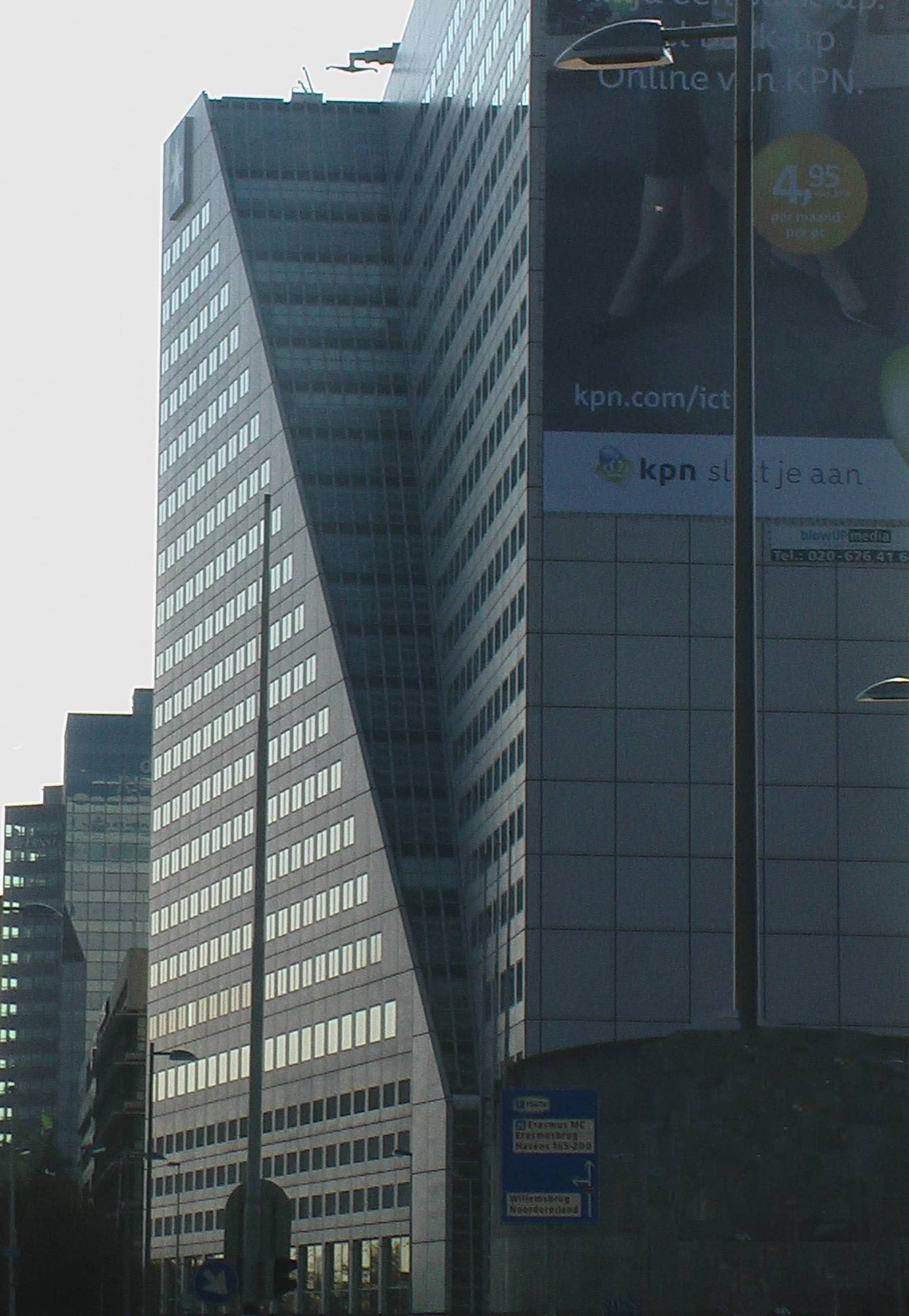
Jackie Chan gleed van het trapezium van dit gebouw.

## Verhaal
Een aantal commando's van de CIA gaat naar Zuid-Afrika om een aantal Zuid-Afrikaanse wetenschappers te ontvoeren, die terroristische wapens aan het ontwikkelen zijn. De missie slaagt. De leider van de commando's laat na de missie hun helikopter neerstorten, en gaat er zelf vandoor met een parachute. Chan is de enige die de crash overleeft. Hij weet echter niet meer wie hij is. Ondertussen wordt hij door de CIA verantwoordelijk gehouden voor de dood van zijn teamgenoten, en wordt er jacht op hem gemaakt.
De gevaarlijkste scène in de film is wanneer Chan naar beneden glijdt over het Trapezium van de Willemswerf in Rotterdam. Bij een vechtscène op het dak wordt, zonder noemenswaardige bescherming, gebalanceerd op de rand van het gebouw.
In de slotscènes wordt medewerking verleend door het Korps Mariniers uit de Van Ghentkazerne in Rotterdam.

## Rolverdeling
| Acteur            | Personage               |
| ----------------- | ----------------------- |
| Jackie Chan       | Jackie Chan / Who Am I? |
| Michelle Ferre    | Christine Stark         |
| Mirai Yamamoto    | Yuki Ohsato             |
| Ed Nelson         | Sherman                 |
| Ron Smerczak      | Morgan                  |
| David Vlok        | moordenaar              |
| Mike Ian Lambert  | Peter                   |
| Ron Smoorenburg   |                         |
| Kwan Yung         |                         |
| Yanick Mbali      | Baba                    |
| Washington Sixolo |                         |
| Tom Pompert       |                         |
| Glory Simon       |                         |
| Chip Bray         |                         |
| Frank Opperman    |                         |